# Flagskinn
Flagskinn (Ceraceomyces violascens) är en svampart som först beskrevs av Elias Fries, och fick sitt nu gällande namn av Jülich 1972. Flagskinn ingår i släktet Ceraceomyces och familjen Amylocorticiaceae.  Arten är reproducerande i Sverige. Inga underarter finns listade i Catalogue of Life.